# Adenia lindiensis
Adenia lindiensis är en passionsblomsväxtart som beskrevs av Hermann August Theodor Harms. Adenia lindiensis ingår i släktet Adenia och familjen passionsblomsväxter. Utöver nominatformen finns också underarten A. l. submarginalis.